# Goiás
Goiás (AFI [go'jajs]) este una dintre cele 27 de unități federative ale Braziliei. Capitala statului este Goiânia. Se învecinează cu unitățile federative Tocantins la nord, Mato Grosso la vest, Mato Grosso do Sul la sud și Minas Gerais la est. Înconjoară și Districtul Federal. În 2008 avea o populație de 5.884.996 de locuitori și suprafață de 340.086,7 km², fiind împărțită în 5 mezoregiuni, 18 microregiuni și 246 de municipii.